# Wojciech Pszoniak
Wojciech (ou Wojtek) Zygmunt Pszoniak  est un acteur polonais né le 2 mai 1942 à Lwów en Pologne occupée (aujourd'hui Lviv en Ukraine), et mort le 19 octobre 2020 à Varsovie.

## Biographie
Né à Lviv, Wojciech Pszoniak grandit à Gliwice, où sa famille s'installe en 1945. Dans sa jeunesse, il apprend à jouer du violon, de la clarinette et du hautbois à l'école secondaire de Bytom. Il joue dans l'orchestre militaire et se produit dans des théâtres amateurs et théâtres étudiants, ainsi que dans des cabarets, notamment dans le cabaret Czerwona Żyrafa, qu'il cofonde en 1961.
En 1968, il est diplômé de l'École nationale supérieure de théâtre Ludwik-Solski. Il joue au théâtre Stary, au Théâtre national et au Théâtre du Congrès de Varsovie. En 1974-1980, il donne des cours d'art dramatique à l'Académie de théâtre Alexandre-Zelwerowicz. Dans les années 1970, il se produit au cabaret Pod Egidą dirigé par Jan Pietrzak (pl) (Varsovie). 
Son début à l'écran a lieu dans la série télévisée policière bulgare Произшествия на сляпата улица (bg) en 1965. 
Il fuit la Pologne et le régime du général Jaruzelski et s’installe en France. Il apparaît dans plusieurs films d’Andrzej Wajda : Les Noces (1973), La Terre de la grande promesse (1974), Danton (1983), Korczak (1990).
Wojciech Pszoniak meurt d’un cancer généralisé le 19 octobre 2020 à Varsovie, à l’âge de 78 ans.

## Filmographie

### Télévision

#### Téléfilms
- 1965 : Произшествия на сляпата улица (Proizshestvie na slyapata ulitza/Incident on the Dead-End Street) de Vladislav Ikonomov et Lyudmil Kirkov (en) (Télévision nationale bulgare)
- 1972 : Pilatus und andere - Ein Film für Karfreitag (TV) : Jeshua
- 1973 : Ostatni lisc (TV) : Berman
- 1978 : Ziemia obiecana (TV) : Moryc Welt
- 1985 : Music Hall (TV) : Harry
- 1985 : Stradivarius (TV) : Marek
- 1985 : Les Lendemains qui chantent (TV) : Marcel
- 1986 : Notturno (Mit meinen heißen Tränen) (feuilleton TV) de Giorgio Bontempi : Kajetan
- 1987 : Le Buvard à l'envers (TV) : Recht
- 1987 : La Tricheuse (TV) : Winger
- 1990 : Les Enquêtes du commissaire Maigret, épisode : Stan le tueur de Philippe Laïk : Ozep
- 1993 : J'aime pas qu'on m'aime (TV) : Sammy
- 1994 : The Deep Blue Sea (téléfilm) de Terence Rattigan : Mr. Miller
- 1994 : Fortitude (Fall from Grace) (TV) : Docteur
- 1999 : L'Atelier (TV) : Monsieur Léon
- 2006 : Oficerowie (feuilleton TV) : Pieczura
- 2014 : Braquo (série télévisée) : Iossif Vissarionovitch

### Cinéma
- 1971 : Twarz aniola : le père de Tadek
- 1972 : Le Diable d'Andrzej Żuławski
- 1973 : Les Noces (Wesele) : Journaliste / Stanczyk
- 1974 : Gniazdo : Mieszko
- 1975 : Obrazki z zycia : Jerzy Wojciechowski
- 1975 : La Terre de la grande promesse (Ziemia obiecana) de Andrzej Wajda : Moryc Welt
- 1976 : Skazany : Ryszard
- 1976 : Smuga cienia d'Andrzej Wajda
- 1976 : Motylem jestem, czyli romans czterdziestolatka : Redactor Oswald
- 1977 : Sprawa Gorgonowej
- 1978 : Rekolekcje : Marek
- 1979 : Szpital Przemienienia : Dr. Marglewski
- 1979 : Le Tambour (Die Blechtrommel) de Volker Schlöndorff : Fajngold
- 1980 : Aria dla atlety
- 1980 : Golem de Piotr Szulkin : prisonnier
- 1980 : Olimpiada 40 : Schulz
- 1982 : Limuzyna Daimler-Benz : Bogdanski
- 1982 : Avant la bataille
- 1982 : Spokojne lata
- 1983 : Le Spectacle
- 1983 : Danton de Andrzej Wajda : Robespierre
- 1983 : Austeria de Jerzy Kawalerowicz : Josele
- 1984 : La Diagonale du fou de Richard Dembo : Felton, l'équipe de Fromm
- 1985 : Amère récolte (Bittere Ernte) de Agnieszka Holland : Cybulkowski
- 1986 : Der Sommer des Samurai : Gerhard Krall
- 1986 : Je hais les acteurs de Gérard Krawczyk : Hercule Potnik
- 1988 : Le Testament d'un poète juif assassiné : Juge
- 1988 : Les Années sandwiches de Pierre Boutron : Max
- 1988 : Le Complot (To Kill a Priest) de Agnieszka Holland : Joueur de bridge
- 1989 : Deux de Claude Zidi : Walkowicz
- 1989 : Coupe-franche : Gyuri
- 1989 : Rouge Venise : Antonio Vivaldi
- 1990 : Monsieur de Jean-Philippe Toussaint : Kaltz
- 1990 : Les Enquêtes du commissaire Maigret, épisode : Stan le tueur de Philippe Laïk
- 1990 : Korczak de Andrzej Wajda : Henryk Goldszmit, c'est-à-dire Janusz Korczak
- 1991 : Gawin : Pierre / Xerkes
- 1992 : Coupable d'innocence ou Quand la raison dort de Marcin Ziebinski : Karl Ottenhagen
- 1992 : Le Bal des casse-pieds d'Yves Robert: Groboniek
- 1993 : Vent d'est de Robert Enrico : Colonel Tcheko
- 1995 : La Semaine sainte (Wielki tydzien) : Zamojski
- 1995 : Le Regard d'Ulysse (Vlemma tou Odyssea, To) de Theo Angelopoulos
- 1996 : La Chica
- 1997 : Our God's Brother (pl) : The Stranger
- 1997 : L'Amour fou de Michel Rodde
- 2000 : Deuxième vie de Patrick Braoudé : le père de Vincent
- 2000 : Bajland : Jan Rydel
- 2001 : Chaos de Coline Serreau : Pali
- 2003 : Le Pacte du silence de Graham Guit : L'archevêque
- 2003 : Là-haut, un roi au-dessus des nuages de Pierre Schoendoerffer : Le producteur
- 2004 : Vipère au poing de Philippe de Broca : Père Volitza
- 2006 : L'Héroïne de Gdansk de Volker Schlöndorff : Kaminski
- 2011 : Robert Mitchum est mort d'Olivier Babinet et Fred Kihn : le recteur de l'école
- 2011 : Le Chat du rabbin de Joann Sfar et Antoine Delesvaux : Vastenov (voix)
- 2011 : La Dette de Rafael Lewandowski : Garbarek
- 2012 : Cassos de Philippe Carrese : Monsieur Lodz
- 2014 : Rosemary's Baby d'Agnieszka Holland
- 2015 : Carte blanche de Jacek Lusiński - le professeur
- 2015 : Excentrycy, czyli po słonecznej stronie ulicy de Janusz Majewski : Felicjan Zuppe
- 2017 : Si tu voyais son cœur de Joan Chemla

## Théâtre
- 1970 : Le Songe d'une nuit d'été (Sen nocy letniej) de William Shakespeare, mise en scène Konrad Swinarski, rôle: Puck, Théâtre national "Théâtre Stary" (Vieux Théâtre) de Cracovie (Narodowy Stary Teatr im.Heleny Modrzejewskiej w Krakowie)
- 1971 : Les Possédés (Biesy) de Fiodor Dostoïevski, mise en scène Andrzej Wajda, rôle: Piotr Stiepanowicz Wierchowieński, Théâtre national "Théâtre Stary" (Vieux Théâtre) de Cracovie (Narodowy Stary Teatr im.Heleny Modrzejewskiej w Krakowie)
- 1977 : Les gens déraisonnables sont en voie de disparition de Peter Handke, mise en scène Claude Régy, Maison de la Culture de Nanterre
- 1980 : Ils ont déjà occupé la villa voisine de Stanislaw Ignacy Witkiewicz, mise en scène Andrzej Wajda, Maison de la Culture de Nanterre, Nouveau théâtre de Nice, TNP Villeurbanne
- 1983 : Par les villages de Peter Handke, mise en scène Claude Régy, Théâtre national de Chaillot
- 1984 : Par les villages de Peter Handke, mise en scène Claude Régy, Nouveau théâtre de Nice
- 1992 : Ubu roi d'Alfred Jarry, mise en scène Roland Topor, Théâtre national de Chaillot
- 1994 : Marchands de caoutchouc de Hanoch Levin, mise en scène Jacques Nichet, Théâtre des Treize Vents
- 1998 : L'Atelier de Jean-Claude Grumberg, mise en scène Gildas Bourdet, Théâtre Hébertot
- 2001: La Boutique au coin de la rue de Miklós László, mise en scène Jean-Jacques Zilbermann, Théâtre Montparnasse

## Distinctions

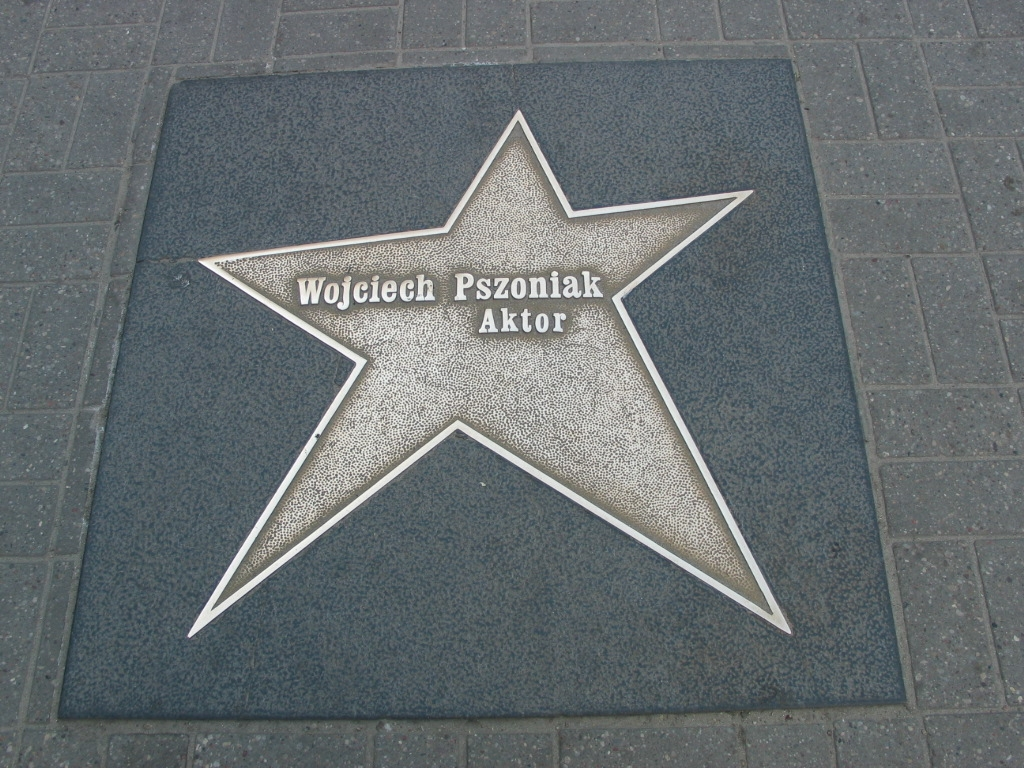
Étoile de Wojciech Pszoniak sur l’Allée des Célébrités de Łódź.

- Médaille d'or du mérite culturel polonais Gloria Artis
- Croix de commandeur dans l'ordre Polonia Restituta
- Croix d'or du Mérite (Pologne)
- Chevalier dans l'ordre national du Mérite (France) (2008)[2],[3]
- Commandeur dans l'ordre des Arts et des Lettres (2018)[4]
- Aigle du meilleur acteur dans un second rôle et meilleur second rôle masculin au festival du film polonais de Gdynia, pour l’Excentrycy, czyli po słonecznej stronie ulicy [Excentricités ou sur le côté ensoleillé de la rue] de Janusz Majewski[5],[6],[7] (2016)